# Кыштымский карлик
Кышты́мский ка́рлик, или Алёшенька, — антропоморфный артефакт, представлявший собой мумифицированные останки, вероятно, человеческого выкидыша, найденные в 1996 году у северной окраины Кыштыма в посёлке Каолиновый Челябинской области России. Впоследствии останки были утрачены. Сохранились только фотографии и видеозаписи мумифицированного трупа неизвестного существа, чья биологическая видовая принадлежность долгое время не была установлена с полной достоверностью.
Доказательства его жизнеспособности на протяжении продолжительного времени, его анатомические и физиологические характеристики, поведение, биологические реакции на внешние раздражители установить с полной достоверностью не представляется возможным, так как все они основываются исключительно на показаниях очевидцев, видевших его «в период жизни».
Артефакт биологического происхождения в виде плохо сохранившегося, из-за неквалифицированной попытки мумификации, необычного трупа действительно существовал, что подтверждается фото и видеоматериалами.
В то же время факт его находки оброс различными сверхъестественными и мистическими подробностями и домыслами. По мнению скептиков, сведения о его существовании носят характер городской легенды.

## История

### Обнаружение «существа»
Странное «существо» было обнаружено в мае 1996 года в посёлке Каолиновый под Кыштымом пенсионеркой Тамарой Васильевной Просвириной, страдавшей психическим заболеванием. В ряде публикаций СМИ датой его находки ошибочно указывается август, в котором на самом деле были обнаружены его уже мумифицированные останки. Просвирина жила одна; сын Сергей отбывал срок за кражу в пельменной, а невестка навещала её раз в две недели. О месте находки Тамара Просвирина в личной беседе сказала своей снохе — тоже Тамаре Просвириной. Со слов этой женщины, от свекрови она узнала, что та пошла за водой к колодцу в лес, где услышала звуки, похожие на слабый крик. Она пошла на зов и под большой сосной нашла некое существо. Со слов соседки Тамары Наумовой, Просвирина пошла в лес рядом с местной школой и вернулась только спустя трое суток с завёрнутым в платок «существом». Её отсутствия никто не заметил, кроме Наумовой, которая в повседневной жизни кормила её и помогала ей по хозяйству, каждый день бывая у неё дома. Согласно другой версии, Тамара Просвирина нашла существо на местном кладбище во время грозы.
О данном месте находки Просвирина рассказала, уже находясь в больнице в присутствии лечащего врача-психиатра и следователя, после того, как ей поставили в упрёк то, что она не сообщила о находке органам милиции.
Оставив «существо» жить у себя дома, Тамара Просвирина назвала его «Алёшенькой». Кормила его преимущественно сладостями. Невестка Просвириной видела этот процесс и подтвердила, что Алёшенька действительно был жив и при кормлении вроде бы пытался объясняться, издавая звуки, напоминающие свист.
Просвирина рассказывала соседям, что у неё дома живёт её сын, маленький Алёшенька. Ввиду того, что она состояла на учёте у психиатра, соседи, приняв её слова за очередное обострение психического заболевания, сообщили о странном поведении Просвириной врачам, после чего в середине июля Тамара Просвирина была госпитализирована в психиатрическую лечебницу посёлка Новогорный.

### Обретение мумии «существа»
В августе — сентябре 1996 года на то время капитан юстиции, следователь Кыштымского ОВД Евгений Мокичев проводил расследование уголовного дела о совершении кражи медного электропровода с опоры ЛЭП в посёлке Новогорный. Подозреваемым по делу проходил местный житель Владимир Фаритович Нуртдинов.
На допросе Нуртдинов рассказал, что у него в гараже спрятана мумия инопланетянина. По словам Нуртдинова, он обнаружил мёртвое высохшее тело в доме Просвириной и взял его с целью дальнейшей перепродажи, так как по внешнему виду предположил, что это останки инопланетянина. Для лучшей сохранности, так как останки были сыроваты, вернувшись домой, он удалил внутренности, промыл спиртом, досушил мумию на солнце и спрятал в гараже.
Следователь Михаил Двинских, к которому попало дело, заинтересовался странной находкой. Так как начальство инициативу не одобрило, он решил провести частное неофициальное расследование. Тем более что обнаруженный карлик, на его взгляд, действительно соотносился с образом инопланетянина.

### Дальнейшее развитие событий
История получила некоторую огласку. Результатом стал приезд уфологов так называемой «Звёздной академии НЛО-контакта по методу Золотова». Используя фразы вроде «Объект заброшен для навигационно-аналитического контакта. Выход затруднён в связи с аннигиляционно-световой деятельностью», они убедили следователя Бендлина передать мумию для изучения.
Предполагалось, что выводы будут обнародованы и ситуация с «инопланетянином Алёшенькой» получит научное объяснение. Но далее ни представители «Звёздной академии», ни кыштымский карлик, ни сведения о них в посёлке Каолиновый замечены не были.
Тамара Просвирина, когда её выписали из больницы, какое-то время жила у себя дома. Поздно вечером 5 августа 1999 года, выйдя из дома, погибла, попав под колёса грузовика.

### После утраты мумии «существа»
Представители японской компании TV Asahi заинтересовались данной историей. Серьёзность отношения к сбору материалов демонстрировалась готовностью выплатить за мумию более 200 тысяч американских долларов. Результатом активной работы стал телевизионный фильм «По следу инопланетянина "Алёшеньки"», показанный в сети TV Asahi.
Российская осветительская деятельность была отмечена Андреем Лошаком, снявшим для программы «Профессия — репортёр» телефильм «Кыштымский карлик», показанный на НТВ, Тимофеем Баженовым, снявшим для шестнадцатого выпуска «Нечто» программы «Рейтинг Баженова» (цикл: «Человек для опытов»), показанный на каналах «Россия-2» и «Моя планета», фильмами, показанными на каналах ТНТ, РЕН ТВ и т. п., а также представителем «Космопоиска» Вадимом Чернобровом, проводившим собственное изучение феномена.

## Версии происхождения
Не было проведено ни одной официальной экспертизы мумии Кыштымского карлика. Мумия неофициально осматривалась специалистами лишь однажды. Это было сделано по инициативе следователя Владимира Бендлина. Изучив засушенные, с утраченными внутренними органами останки, местный патологоанатом Станислав Самошкин и присутствовавшая при осмотре судмедэксперт Любовь Романова посчитали их несоотносимыми с человеческими; а заведующая гинекологическим отделением Ирина Ермолаева и Игорь Усков, её муж, заведующий отделением урологии, однозначно определили мумию как результат преждевременных человеческих родов, произошедших на 20—25-недельном сроке беременности, с синдромом врождённого уродства. В окрестностях Кыштыма такие случаи известны из-за случившегося в 1957 году радиоактивного выброса на химкомбинате «Маяк».
В 2002 году Вадим Чернобров, руководитель Космопоиска, заявил, что ему якобы удалось достать кусок ткани, в который длительное время был обёрнут Алёшенька. Эксперты Института общей генетики Российской академии наук выделили с этого куска ткани ДНК человека с многочисленными отклонениями в развитии.
После установления происхождения атакамского гуманоида заведующий лабораторией Института общей генетики им. Н. И. Вавилова РАН Сергей Киселёв прокомментировал: «Аналогичная история была с кыштымским карликом. О его происхождении многое придумывали. В нашем институте исследовали образцы ткани, в которую он был обёрнут, и выделили ДНК обычного человека, только со множеством патологий в развитии».

## Расследование «Комсомолки»

### Признание похитителей карлика
Спустя двадцать три года сектантка Галина Семенкова призналась журналистам «КП», что после того, как она забрала мумию, тельце ребёнка было передано на судмедэкспертизу. После неё стало известно, что гуманоид «Алёшенька» — выкидыш человека, имеющий многочисленные генетические мутации. Врачи данную версию подтвердили. Гинеколог Ирина Ускова, которая проводила осмотр мумии, объяснила, что это вариант врождённой патологии, который встречается очень часто. Называется «Череп в форме трилистника». Это описано в медицинской литературе.

### Происхождение карлика
По свидетельствам местных жителей, после резонанса скептично настроенные к слухам о пришельце горожане выдвинули свою версию происхождения карлика. Выкидыш мог случиться у одной из старшеклассниц. Школа находится неподалёку от места обнаружения «Алёшеньки». Это также объясняет ещё один факт. Школьница не стала обращаться в больницу и вставать на учёт. Именно поэтому карточки о беременности не нашлось в городской больнице.

### Исчезновение трупа
После экспертизы, которая была проведена Галиной Семенковой, труп «Алёшеньки», предположительно, был утилизирован.

## В культуре
В 2006 году на канале НТВ вышел документальный фильм «Кыштымский карлик» в рамках серии «Профессия-репортёр», режиссёром фильма выступил Андрей Лошак.
История о Кыштымском карлике легла в основу ряда произведений искусства: ей в 2007 и 2008 году посвятили спектакли два екатеринбургских театра. В Экспериментальном театре Екатеринбурга «Бждын» в 2007 году была поставлена пьеса «Алёшенька — кыштымский пришелец». Сценарий написан по сводкам новостей, цитатам из допросов, архивам, свидетельствам очевидцев. В екатеринбургском «Театре № 3» в 2008 году был поставлен спектакль об Алёшеньке, действие которого разворачивается в телестудии, а в основу сценария положены интервью людей, контактировавших или видевших его.
История про Алёшеньку легла в основу сценария художественного фильма «Внеземной» (2007).
Олег Шишкин написал в 2009 году фантастический роман «Ведьмёныш», действие которого происходит в Кыштыме и одной из героинь которого является сумасшедшая пенсионерка Тамара Васильевна, подобравшая на кладбище инопланетное существо и назвавшая его Алёшенькой.
Алёшенька был добавлен в качестве отсылки в игре «Бесконечное лето».
Расследованию происхождения «кыштымского карлика» был посвящен 9 выпуск 15 сезона Битвы экстрасенсов (2014).
Алёшенька является главным антагонистом в короткометражном фильме «Кокпит» (2020).
В 2021 году рок-группа «Бахыт-Компот» выпустила альбом «Алёшенька живой!», в котором есть одноимённая песня.
14 января 2022 года на новом альбоме санкт-петербургской фолк-панк-группы «Garlic Kings» вышла песня о карлике «Кыштымская».
В 2021 году рэп-исполнитель из Санкт-Петербурга Лазерная борода, совместно с исполнителем Triptiloid, выпустил песню «Алёшенька».